# Clipper csip

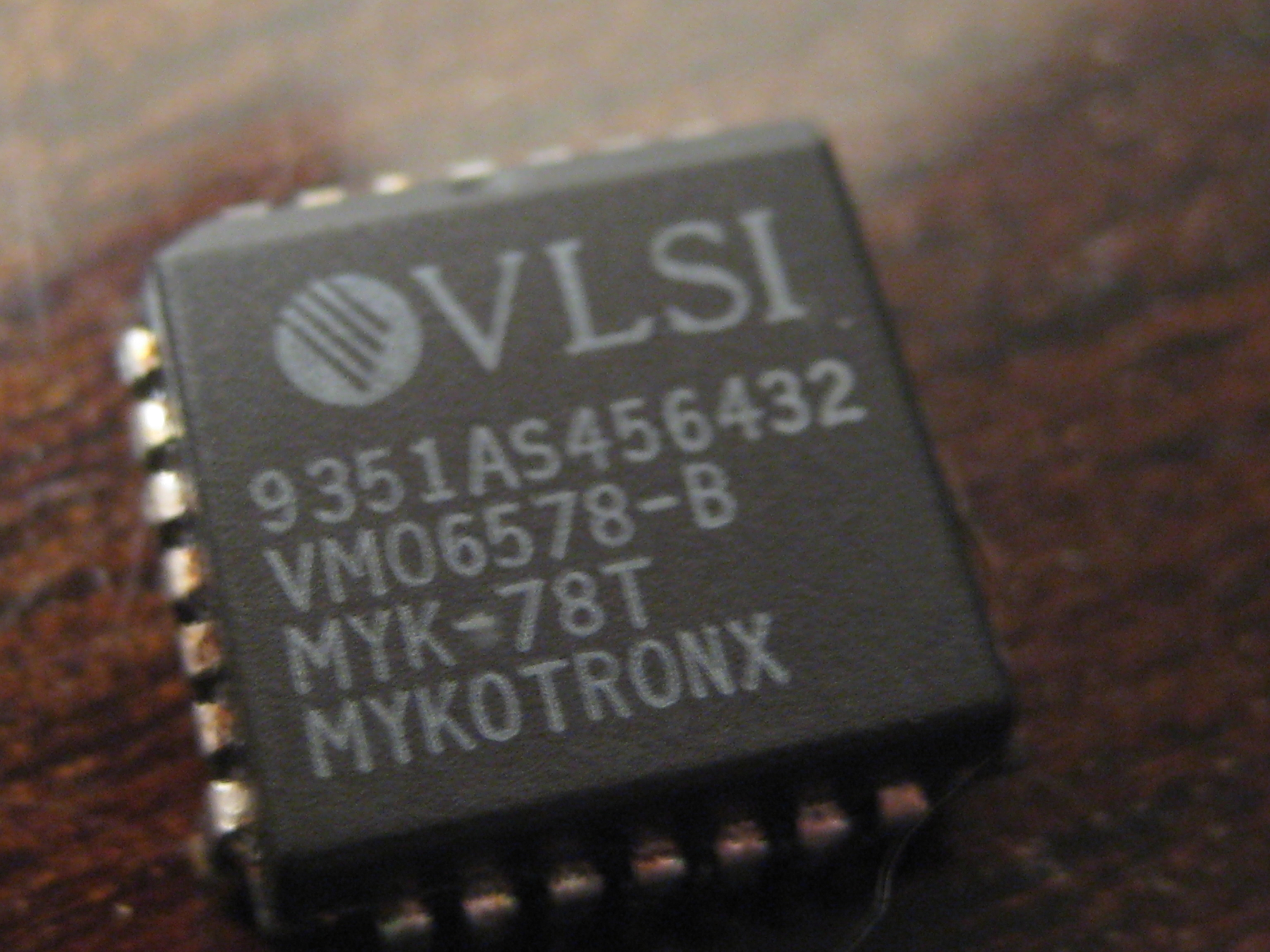
MYK-78 "Clipper csip"

A Clipper csip egy csipkészlet, amelyet az Egyesült Államok Nemzetbiztonsági Hivatala fejlesztett ki és próbált bevezetni ill. a hangtovábbítás területén alkalmazott titkosító eszközként elfogadtatni a telekommunikációs cégekkel. 1993-ban jelentették be, és 1996-ban a kezdeményezés teljesen elhalt.

## Sebezhetőség

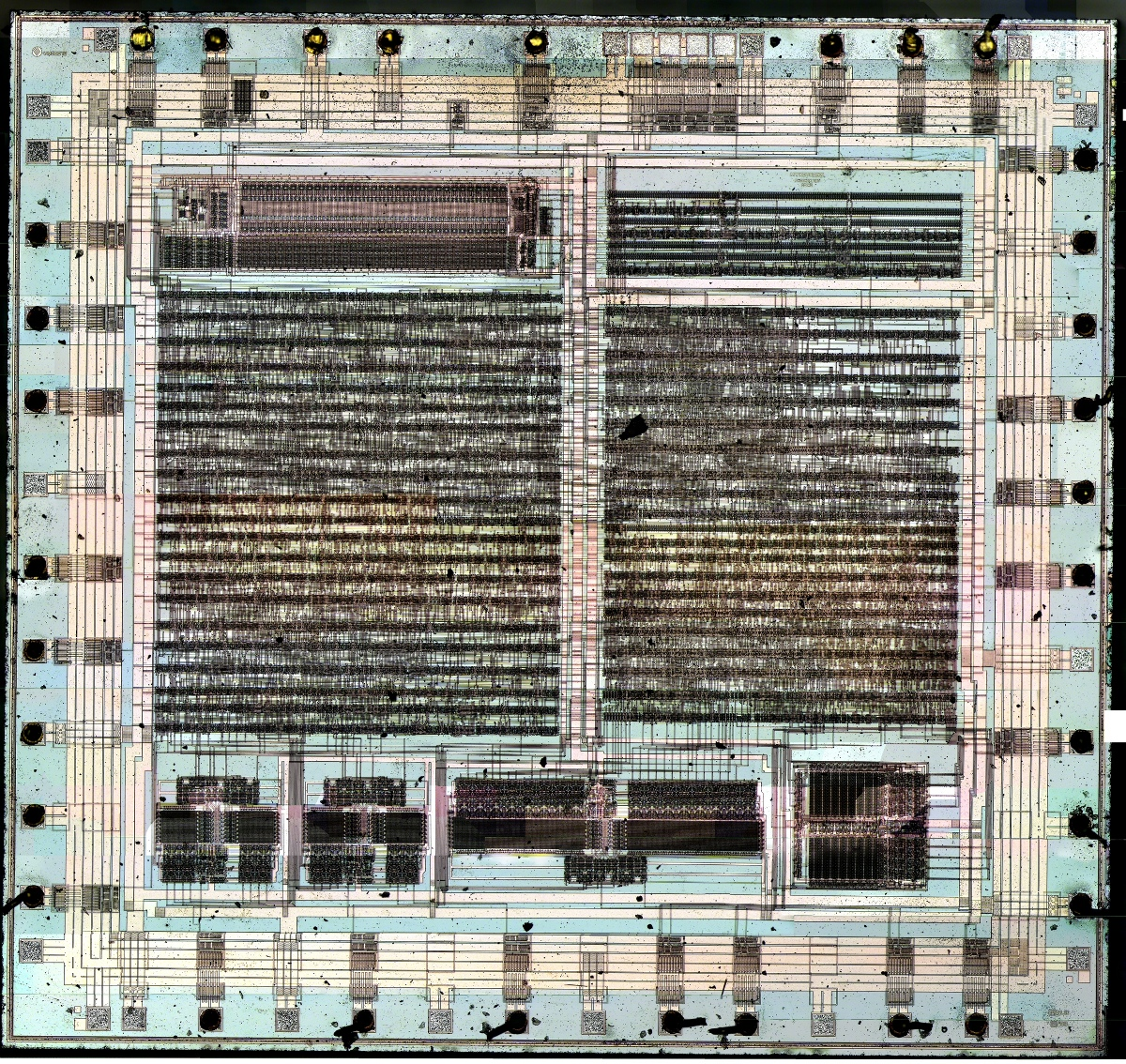
MYK-78 csip mikrofotó

## Fordítás
Ez a szócikk részben vagy egészben  a   Clipper chip című angol Wikipédia-szócikk ezen változatának fordításán alapul.  Az eredeti cikk szerkesztőit annak laptörténete sorolja fel. Ez a jelzés csupán a megfogalmazás eredetét és a szerzői jogokat jelzi, nem szolgál a cikkben szereplő információk forrásmegjelöléseként.